# Christa Kinshofer
Christa „Kinsi“ Kinshofer, verheiratete Christa Kinshofer-Rembeck (* 24. Januar 1961 in München), ist eine ehemalige deutsche Skirennläuferin und Unternehmerin. In ihrer Karriere gewann sie drei olympische Medaillen, eine Weltmeisterschaftsmedaille und sieben Weltcup-Rennen.

## Biografie

### Sportliche Karriere
Christa Kinshofer wurde als Tochter von Alfred und Maria Kinshofer in München geboren. Sie wuchs mit drei Geschwistern im oberbayerischen Miesbach auf, wo die Eltern ein erfolgreiches Maschinenbau-Unternehmen führten. Als Kind ging sie neben dem Skilaufen auch dem Eiskunstlauf nach. 1966 wurde sie Mitglied des SC Miesbach. Als Eiskunstläuferin wurde Kinshofer im Alter von acht Jahren „Bambino-Meisterin“ in München. Sie konzentrierte sich bereits in jungen Jahren auf alpine Skirennen. Ab 1971 nahm sie an größeren Rennen teil, besuchte das Skigymnasium in Berchtesgaden und wurde mehrfach Deutsche Jugendmeisterin. Die ersten Weltcup-Punkte fuhr sie mit einem zehnten Platz im Slalom in der Saison 1976/77 ein.
Der Durchbruch im Skiweltcup gelang der Technik-Spezialistin in der Saison 1978/79, als sie fünf Weltcup-Riesenslaloms in Folge gewann (die fünf Riesenslalomsiege hintereinander stellen bis dato einen deutschen Rekord dar, dem am nächsten kamen mit je vier Slalomsiegen en suite Christa Zechmeister 1973/74 und Maria Höfl-Riesch 2008/09). 1979 wurde Kinshofer zu Deutschlands Sportlerin des Jahres gewählt. Ein Jahr später gewann sie mit erst 18 Jahren im Slalom bei den Olympischen Spielen in Lake Placid die Silbermedaille. Dafür wurde sie mit dem Silbernen Lorbeerblatt ausgezeichnet.
Die Allrounderin war an zweiter Position im Gesamtweltcup, doch ein schwerer Skiunfall, ein Trümmerbruch des rechten Knöchels, zwang sie zu einer elf-monatigen Pause. Nachdem sie sich mit dem Deutschen Skiverband wegen Meinungsverschiedenheiten hinsichtlich der Trainingsmethoden überwarf, musste sie den DSV verlassen. Ab diesem Moment startete sie für das holländische Skiteam. Wegen Aberkennung all ihrer FIS-Weltranglistenpunkte musste sie mit der letzten Startnummer (Nr. 124) wieder neu beginnen. Kinshofer wäre auch für die Weltmeisterschaften 1987 von den FIS-Punkten her startberechtigt gewesen, doch fehlte ihr der holländische Pass.
Christa Kinshofers Comeback begann mit dem Gewinn der Internationalen Deutschen Meisterschaft, obwohl sie noch für die Niederlande startete. Der DSV holte sie mit großer Anerkennung ihrer Leistungen zurück ins Deutsche Nationalteam.
Bereits bei ihrem ersten Weltcuprennen für den DSV wurde sie am 26. November 1987 im Slalom von Sestriere Vierte, dem (nach den Rängen 8 am 28. November am selben Ort und 15 am 12. Dezember in Leukerbad, jeweils im Super-G) schon im vierten Antreten der Sieg im Slalom in Piancavallo am 19. Dezember (mit Start-Nr. 23) folgte. Sie konnte sich in vier Disziplinen für die Olympischen Spiele 1988 in Calgary qualifizieren, bei denen sie noch einmal größere Erfolge landete: sie gewann Silber im Riesenslalom und einen Tag später Bronze im Slalom, jeweils hinter der Schweizer Doppel-Olympiasiegerin Vreni Schneider. Danach beendete Christa Kinshofer ihre Karriere. Beigetragen zu dieser Entscheidung hatte auch eine Bandscheibenverletzung.
Kinshofer galt von Anfang an als „Riesentalent“, das trotz geringerem Trainingsaufwand als ihre Teamkolleginnen gute Ergebnisse erzielte. Ihr Talent, sich vor der Kamera „zu verkaufen und zu artikulieren“, brachte ihr mehrere Werbeverträge ein. Im Laufe ihrer Karriere wurde sie von den Medien auch als „Glamourgirl“ und „Hollywood-Christa“ bezeichnet. Kinshofer lachte und nahm es als Kompliment: "Weibliche Athletinnen sind sexy und selbstbewusst."

### Weitere Laufbahn
Am 3. März 1988 wurde die sechsfache Deutsche Meisterin zur Ehrenbürgerin der Stadt Miesbach ernannt. Nach ihrer Karriere als Sportlerin arbeitete Kinshofer als TV-Kommentatorin (Sportchannel in London, Eurosport in Paris und Expertin bei Bild) und eröffnete ein Kindersport-Geschäft in der Münchner Residenzstraße. Bereits während ihrer sportlichen Karriere hatte sie zusammen mit ihrer Schwester ein Modegeschäft gegründet. 2001 trat sie als Buchautorin in Erscheinung (Fit for Success, 2001, Autobiografie Helden werden nicht gewürfelt, 2010). Bis heute arbeitet sie international als Motivationstrainerin und Rednerin für den Bereich Sportmarketing und -sponsoring. Sie organisiert Golfturniere und Ski-/Snowevents, außerdem setzt sie sich als Botschafterin der Stiftung Laureus Sport for Good für Kinder und Jugendliche ein. 2005 eröffnete sie die größte Skihalle der Welt in Dubai (Ski Dubai).
Kinshofer und der Orthopäde und Sportmediziner Erich Rembeck sind seit 2009 verheiratet, beide in zweiter Ehe. Christa Kinshofer brachte aus erster Ehe Zwillingstöchter (* 1992) mit in die Patchworkfamilie, ihr Mann hat drei Kinder. Seit November 2012 betreibt sie mit ihrem Mann die Christa Kinshofer Skiklinik in der ATOS Klinik in München. Am 29. September 2020 fand die Eröffnung des Christa Kinshofer Skizentrum Tegernseer Tal in Bad Wiessee statt, einem Skileistungszentrum im Münchner Umland, in dem Nachwuchssportler regelmäßige Trainingseinheiten absolvieren. Kinshofer ist dabei sowohl Namensgeberin als auch Unterstützerin des ehrenamtlich tätigen Fördervereins Schneesport Tegernseer Tal e. V.

## Erfolge

### Olympische Spiele
- Lake Placid 1980: 2. Slalom, 5. Riesenslalom (zählte zugleich als WM)
- Calgary 1988: 2. Riesenslalom, 3. Slalom, 10. Super-G

### Weltmeisterschaften
- Schladming 1982: 9. Riesenslalom

### Weltcupwertungen
Christa Kinshofer gewann einmal die Disziplinenwertung im Riesenslalom.
| Saison  | Gesamt | Gesamt | Abfahrt | Abfahrt | Super-G | Super-G | Riesenslalom | Riesenslalom | Slalom | Slalom | Kombination | Kombination |
| Saison  | Platz  | Punkte | Platz   | Punkte  | Platz   | Punkte  | Platz        | Punkte       | Platz  | Punkte | Platz       | Punkte      |
| ------- | ------ | ------ | ------- | ------- | ------- | ------- | ------------ | ------------ | ------ | ------ | ----------- | ----------- |
| 1976/77 | 40.    | 1      | –       | –       | –       | –       | –            | –            | 21.    | 1      | –           | –           |
| 1978/79 | 8.     | 110    | –       | –       | –       | –       | 1.           | 125          | 17.    | 35     | –           | –           |
| 1979/80 | 11.    | 79     | –       | –       | –       | –       | 9.           | 42           | 13.    | 37     | –           | –           |
| 1980/81 | 9.     | 165    | 21.     | 21      | –       | –       | 8.           | 63           | 15.    | 29     | 3.          | 52          |
| 1981/82 | 24.    | 56     | –       | –       | –       | –       | 20.          | 15           | 21.    | 17     | 6.          | 24          |
| 1982/83 | 66.    | 5      | –       | –       | –       | –       | –            | –            | 29.    | 5      | –           | –           |
| 1985/86 | 44.    | 31     | –       | –       | 20.     | 12      | –            | –            | 30.    | 8      | 21.         | 11          |
| 1986/87 | 48.    | 16     | –       | –       | –       | –       | 23.          | 11           | 31.    | 5      | –           | –           |
| 1987/88 | 12.    | 105    | –       | –       | 12.     | 16      | 11.          | 22           | 5.     | 67     | –           | –           |

### Weltcupsiege
Kinshofer errang insgesamt 17 Podestplätze, davon 7 Siege:
| Datum             | Ort             | Land        | Disziplin    |
| ----------------- | --------------- | ----------- | ------------ |
| 18. Dezember 1978 | Val-d’Isère     | Frankreich  | Riesenslalom |
| 7. Januar 1979    | Les Gets        | Frankreich  | Riesenslalom |
| 6. Februar 1979   | Berchtesgaden   | Deutschland | Riesenslalom |
| 8. März 1979      | Aspen           | USA         | Riesenslalom |
| 11. März 1979     | Heavenly Valley | USA         | Riesenslalom |
| 21. Januar 1981   | Crans-Montana   | Schweiz     | Kombination  |
| 19. Dezember 1987 | Piancavallo     | Italien     | Slalom       |